# Beech Creek
Beech Creek es un borough ubicado en el condado de Clinton en el estado estadounidense de Pensilvania. En el año 2000 tenía una población de 717 habitantes y una densidad poblacional de 503 personas por km².

## Geografía
Beech Creek se encuentra ubicado en las coordenadas 41°4′29″N 77°35′9″O / 41.07472, -77.58583.

## Demografía
Según la Oficina del Censo en 2000 los ingresos medios por hogar en la localidad eran de $31,250 y los ingresos medios por familia eran $39,167. Los hombres tenían unos ingresos medios de $25,441 frente a los $17,426 para las mujeres. La renta per cápita para la localidad era de $15,567. Alrededor del 5.2% de la población estaba por debajo del umbral de pobreza.